# Colegio de Nobles (Roma)
El Colegio de Nobles (en italiano, Collegio de' Nobili o Collegio dei Nobili) fue una institución educativa regentada por la Compañía de Jesús destinada a  jóvenes nobles.

## Historia
El colegio tiene su origen en 1565 con la fundación por Pío IV del Seminario Romano, encargándolo a la Compañía de Jesús. Este pontífice decidió que en los locales del Seminario, y como parte de este, se formase un colegio o convictorio para unos cien alumnos nobles, tanto romanos como foráneos, también a cargo de los jesuitas. Desde entonces, este centro educativo contó entre sus alumnos con los hijos de la alta nobleza romana.
En 1607 el Seminario Romano y el Colegio de Nobles se instalaron en el palacio Gabrielli Borromeo, en las cercanías del Colegio Romano, principal centro educativo de los jesuitas. En 1729, Benedicto XIII otorgó al colegio el uso de la frontera iglesia de San Macuto como capilla pública.
La supresión de la Compañía de Jesús en 1773, llevó a que el colegio fuera encomendado a sacerdotes seculares.
Diez años después de la restauración de la Compañía de Jesús, la institución volvió a ser puesta en manos de esta orden por medio de la bula Cum multa de 19 de mayo de 1824, otorgada por León XII.Asimismo, se devolvió una villa utilizada para las vacaciones de los alumnos del colegio. Con motivo de la restauración fue acuñada una importante medalla en cuyo anverso aparecía la fachada del palacio Gabrielli-Borromeo y la iglesia de San Macuto bajo una imagen de San José entre nubes.
Hacia 1840, tras la petición del rector del colegio, Gregorio XVI concedió a los alumnos el uso de un nuevo uniforme para los alumnos, más acorde con la moda de la época. Además este pontífice visitó varias veces el Colegio. Desde 1838 hasta 1845 el colegio acogió entre sus alumnos al príncipe Francisco de las Dos-Sicilias, conde de Trapani y hermano del rey Fernando II de las Dos-Sicilias.
En 1841 se fundó en el colegio, bajo el patrocinio de San José, una academia poética bajo el nombre de Academia dei Ravvivati.

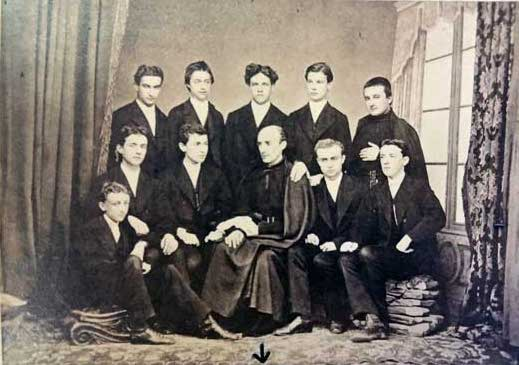
Grupo de alumnos del colegio con sus tutores (hacia 1860)

El colegio desapareció tras la invasión de Roma por las tropas italianas y la desaparición del poder temporal del pontífice.

## Descripción
En su ubicación del palacio Gabrielli Borromeo, el colegio contaba como capilla pública con la vecina iglesia de San Macuto.Eran admitidos alumnos desde los ocho o nueve años hasta los 17 que debían ser hijos de familias nobles.
El uniforme inicial de los alumnos era de tipo clerical, incluyendo bonete. El uniforme del siglo XIX fue también negro pero acorde a los gustos de la época. Gregorio XVI concedió a los alumnos del colegio llevar una medalla de oro prendida en el pecho por medio de una cinta roja, teniendo en el anverso las iniciales C.N. de las que se esparcía una serie de rayos.
Los nobles alumnos eran educados de forma firme. Sin embargo no les eran aplicados, al menos en el siglo XIX, castigos tales como el ponerles de rodillas.
Desde 1828, por privilegio de León XII, uno de los alumnos del colegio recitaba una oración en la celebración que la capilla papal realizaba en la basílica de Santa María la Mayor con ocasión de la fiesta de la Asunción de la Virgen (15 de agosto).